# Vârteju (okręg Buzău)
Vârteju – wieś w Rumunii, w okręgu Buzău, w gminie Lopătari. W 2011 roku liczyła 96 mieszkańców.